# Perissomastix gozmanyi
Perissomastix gozmanyi är en fjärilsart som beskrevs av Josif Capuse 1971. Perissomastix gozmanyi ingår i släktet Perissomastix och familjen äkta malar.
Artens utbredningsområde är Guinea. Inga underarter finns listade i Catalogue of Life.